# AŠK Croatia Zagreb
Atletski športski klub Croatia sau  AŠK Croatia Zagreb a fost un club de fotbal cu sediul în Zagreb, Croația.
Clubul a fondat în anul 1907, în vremea Regatului Autonom al Croației și Slavonia. Clubul a fost membru fondator al Campionatului de fotbal al Regatul autonom Croația-Slavonia din 1912.